# Освещение КНДР в СМИ
Освещение КНДР в СМИ затруднено отсутствием достоверной информации по ряду причин. Доступ к средствам массовой информации в стране строго ограничен. Ключом к информации о КНДР являются показания перебежчиков, но их сведения могут быть недостоверными. Большой поток информации о КНДР фильтруется через Южную Корею, а давний конфликт между двумя странами искажает полученные сведения. Непонимание нюансов корейской культуры также может привести к неточностям и упущениям. В отсутствие убедительных доказательств некоторые средства массовой информации делают сенсационные заявления, опираясь на слухи и клише. В основе некоторых сюжетов лежит мистификация и клише.

## Отсутствие достоверной информации
СМИ находятся в затруднении из-за отсутствия надежных источников. Проверка фактов о ней очень сложна. Например, исследователь Кристофер Грин описал попытку подтвердить историю о том, что вице-маршал Ли Ён Хо был убит в перестрелке в Пхеньяне в 2012 году, но не смог найти источник, который освещал бы данный случай. Даже спецслужбы мучаются этой проблемой — отсутствием достоверной информации. Бывший посол США в Южной Корее, советник по национальной безопасности и офицер ЦРУ Дональд Грегг описал КНДР как «самый долгоиграющий разведывательный провал в истории американского шпионажа». Бывший директор ЦРУ Роберт Гейтс назвал её «самой сложной целью разведки в мире».
Исаак Стоун Фиш, редактор Foreign Policy, описал страну как «информационную чёрную дыру». Такие простые факты, как легальность марихуаны в КНДР, трудно проверить. По словам президента Тихоокеанского форума Центра стратегических и международных исследований Ральфа Коссы, «любой, кто говорит, что знает что-то о КНДР наверняка, обманывает либо себя, либо других». Аналитик Андрей Ланьков сравнил информацию о КНДР с притчей о слепых и слоне, где аналитики ошибочно экстраполировали ограниченные данные. Несколько авторов сослались на северокорейский «испорченный телефон». Южнокорейские журналисты и медиаэксперты назвали это «системной проблемой».
Из-за популярности новостей из КНДР данные часто широко распространяются в глобальных СМИ с минимальной проверкой фактов и не анализируются. Нередко журналисты относятся к донесению информации некритично, потому как считают её невозможной для проверки. Южнокорейские журналисты описывают порочный круг, где слухи, о которых сообщалось в Южной Корее, подхватываются международными СМИ, а затем предоставляются южнокорейскими СМИ как факт.
Таня Браниган, корреспондент The Guardian, сказала, что «существует мало международных тем, о которых так много публикаций с таким пренебрежительным отношением к истине со стороны СМИ, с широким спектром мнений и различным качеством подачи». По словам Браниган, такая ситуация возникает из-за ряда причин. Во-первых, слухи о КНДР привлекают множество читателей, редакторов и репортёров, многие из которых поддаются соблазну распространить подозрительные и не самые правдоподобные истории. Во-вторых, у журналистов довольно скудные источники информации о Северной Корее: «Мы не можем просто взять трубку и попросить Пхеньян прокомментировать ситуацию, а затем позвонить нескольким северокорейским фермерам, чтобы узнать их мнение на этот счёт. Даже если мы спросим мнение экспертов, они всего лишь будут выдвигать гипотезы и строить предположения.... В худшем случае мы можем только выяснить, правдоподобно это или нет. Требования к подаче новостей способствуют этому, потому что сегодня у нас есть система, по которой люди придумывают сюжеты очень быстро. Во многих случаях новостные сайты производят совсем мало оригинального контента или вообще его не делают, зато собирают все сведения в одно целое и выкладывают. Из-за этого ошибки копируются и распространяются». В-третьих, относительно мало журналистов говорит на корейском языке. В-четвертых, поскольку Северная Корея — это изолированная страна, «сведения тяжело опровергнуть: трудности с доступом к информации также означают, что проверить правдоподобность слухов о КНДР не представляется возможным. Таким образом, веб-сайт или телевизионная станция могут предоставить весьма сомнительные данные, но даже когда эти данные оспариваются, очень трудно убедительно показать их ложность». И наконец, «Северная Корея столь странна во многих отношениях, что часто кажется, что там возможно всё».

## Ограничения на получение информации из КНДР
Уровень контроля правительством СМИ КНДР — один из самых жёстких. Основным местным средством массовой информации является Центральное Телеграфное Агентство Кореи (ЦТАК). В стране высокий уровень секретности. Связь с внешним миром ограничена, а временами кажется, что и внутренняя коммуникация. «Репортёры без границ» описывают КНДР как самую закрытую страну в мире, определив ей последнее место в индексе свободы прессы.
Правительство КНДР устанавливает жёсткие ограничения для иностранных журналистов, посетителей и даже для зарубежных соотечественников. Свобода передвижения также строго ограничена, контролируется взаимодействие с местными жителями, а фотосъёмка в значительной степени регулируется. По этим причинам журналистам часто бывает трудно проверить подлинность различных слухов и найти подтверждение фактов. Многие аналитики и журналисты никогда не были в КНДР или имели очень ограниченный доступ. В результате их книги и статьи могут основываться на спекуляциях и скудной информации, полученной от недостоверных источников, например, перебежчиков.
Когда иностранные журналисты посещают страну, у них возникают проблемы, связанные с тем, что северокорейские и западные журналисты имеют разные представления о роли СМИ (ситуация отличается от упомянутой выше для российских и китайских журналистов). Северные корейцы ожидают от западных журналистов модели поведения как у советских журналистов во время «холодной войны», в то время как журналисты с Запада стараются расширить границы свободы прессы. Изучение таких тем, как тюремные лагеря, выходит за рамки дозволенного, и чиновники из КНДР часто неохотно выступают с заявлениями. Как и в случае с туристами, к иностранным журналистам всегда прикреплены сопровождающие, а обо всех встречах с местными жителями всегда договариваются заранее. У иностранных журналистов есть доступ к интернету, что делает возможным освещение событий в режиме реального времени. Хотя контроль строгий, иностранные журналисты редко выдворяются из страны. Фотографу Эрику Лаффоргу запретили возвращаться после серии откровенных фотографий.
В 2006 году Associated Press открыла видеоотделение в Пхеньяне. В 2012 году оно стало первым Западным универсальным отделением в стране.  Бюро ведёт видеотрансляцию с перерывами, а журналисты могут оставаться в стране в течение нескольких недель, прежде чем на это снова потребуется разрешение. Фотограф Associated Press Дэвид Гуттенфельдер посещает КНДР с 2000 года и сообщает, что с течением времени ограничения ослабляют. В 2013 году он сообщил, что может загружать фотографии в свой профиль Instagram без цензуры.
Агентство Франс-Пресс открыло своё отделение в КНДР в 2016 году. По соглашению с Центральным Телеграфным Агентством Кореи (ЦТАК), AFP разрешено отправлять группы журналистов в страну. В рамках соглашения северокорейские фотограф и видеооператор производят съёмку под наблюдением AFP.

## Перебежчики

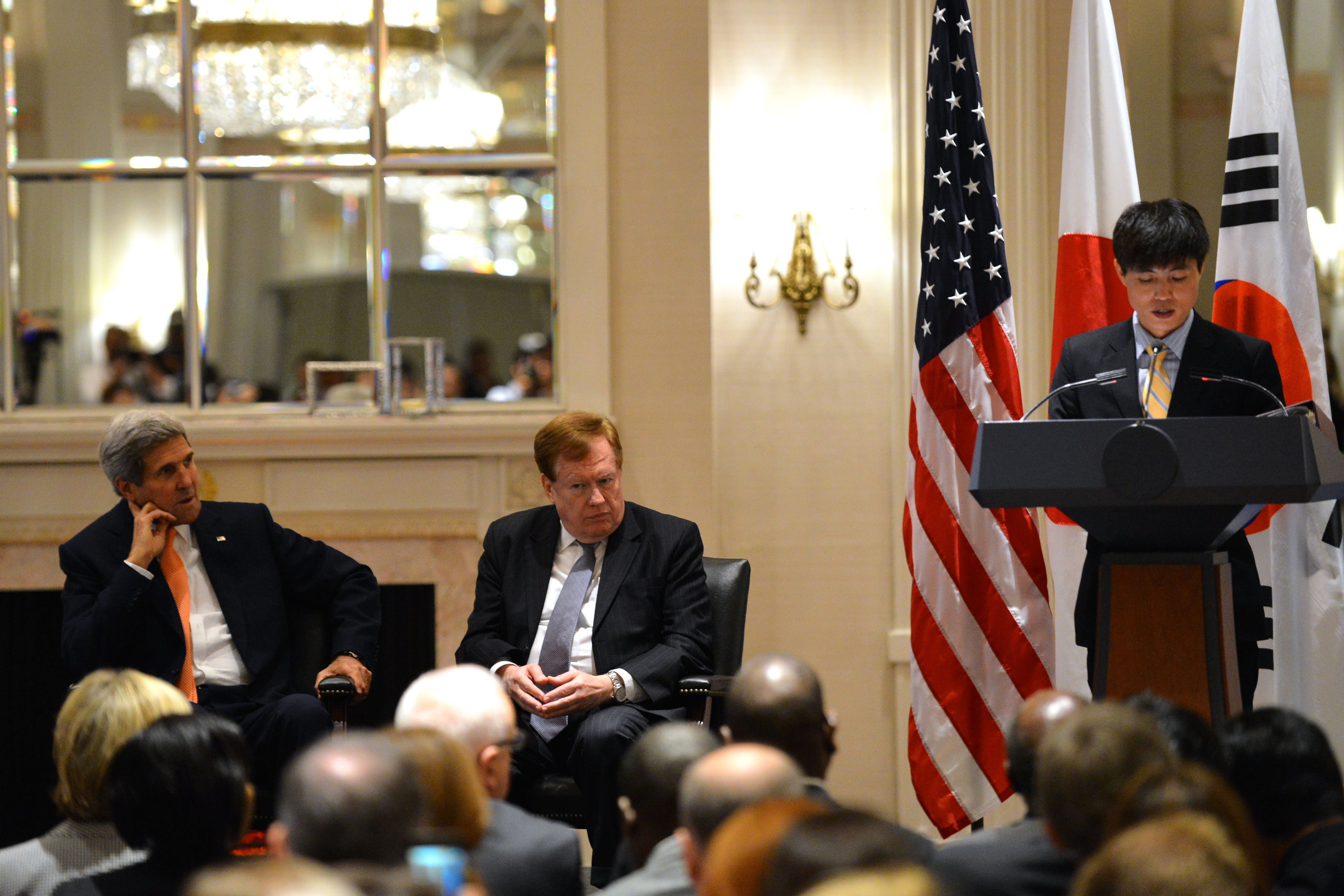
Госсекретарь США Джон Керри слушает выступление Син Дон Хёка

Перебежчики из КНДР являются ключевым источником информации из первых рук для сотрудников разведки, учёных, активистов и журналистов. Несмотря на то, что их показания считаются ценными, к ним относятся с изрядной долей скептицизма, так как невозможно доказать правдивость их слов. Часто личности перебежчиков не раскрываются ради их же безопасности, что затрудняет проверку информации. Более того, перебежчики, как правило, далеко не эксперты по части КНДР.
С другой стороны, когда в 2017 году Национальная Комиссия по Правам Человека в Корее провела расследование, многие перебежчики пожаловались о нарушении журналистами права на неприкосновенность частной жизни.
Феликс Абт, швейцарский бизнесмен, который жил в КНДР, утверждает, что перебежчики сами по себе не объективны. Он говорит, что 70 процентов перебежчиков, находящихся в Южной Корее, являются безработными, а продажа сенсационных историй — это способ заработать на жизнь. Он также заявляет, что подавляющее большинство перебежчиков прибывает из провинции Хамгён-Пукто, одной из беднейших провинций в КНДР, и часто испытывают недовольство и зависть в отношении жителей Пхеньяна и его окрестностей. Феликс Абт говорит, что перебежчики в процессе переселения в Южную Корею заявляют о себе с течением времени с целью обратить на себя внимание пропагандой. Он критикует журналистов и учёных за то, что они относятся с большим интересом даже к самым несуразным и абсурдным заявлениям перебежчиков. Академик Хён Гу Лин прокомментировал, что некоторые перебежчики намеренно приукрашают или придумывают свои истории для того, чтобы потом продавать свои книги или лоббировать смену режима в КНДР. Представители сообщества перебежчиков в Южной Корее также выразили беспокойство по поводу ненадёжности показаний перебежчиков.
Журналистка Сон Чжи Ён (Jiyoung Song) рассказала, что столкнулась с многочисленными неточностями во время расследований историй перебежчиков в течение шестнадцати лет. Она отметила, что денежные выплаты за интервью увеличивались с годами. Чем более история сенсационная и необычная, тем выше оплата. Другие южнокорейские журналисты обвиняют перебежчиков в придумывании фантазий за деньги.
После интенсивного интервью в октябре 2012 года с известным перебежчиком Син Дон Хёком, журналист Блейн Харден написал: «Безусловно, не было никакого способа подтвердить его слова. Син был единственным доступным источником информации о его ранней жизни». По словам Хардена, Син признался, что его первоначальная история о своей матери, рассказанная в интервью Национальной Разведывательной Службе Южной Кореи, и в его мемуарах, не была правдой: «Син сказал, что он лгал о побеге своей матери. Он придумал эту историю перед прибытием в Южную Корею». В январе 2015 года Харден объявил, что Син признал, что рассказ о его жизни в интервью Хардену также был ложью. Аналитик Андрей Ланьков прокомментировал, что «некоторые подозрения были подтверждены, когда Син внезапно признал то, что многие до сих пор подозревали». Ланьков описал книгу Хардена как ненадежную и недостоверную и отметил, что перебежчики столкнулись со значительным психологическим давлением, чтобы выдумать и опубликовать свои истории.
В 2017 году перебежчица Чон Хё Сон, которая была гостем на нескольких южнокорейских телешоу и выступала под псевдонимом Лим Чжи Хён, вернулась в КНДР. На северокорейском телевидении она сказала, что на неё оказывали психологическое давление для создания историй, наносящих ущерб имиджу КНДР. Южнокорейская вещательная компания отрицала все её претензии, и некоторые наблюдатели предположили, что она говорит по принуждению.

## Политическая предвзятость
После Корейской войны (1950—1953) Северная и Южная Корея противостоят друг с другом через корейскую демилитаризованную зону, а на юге Корейского полуострова находится постоянный американский гарнизон. Фактическая точность может становится жертвой этой «холодной войны». Журналисты и эксперты СМИ в Южной Корее пришли к выводу, что политическая вражда сильно искажает освещение событий в средствах массовой информации. По словам Чон Да Мин из NK News, Южная Корея могла быть источником наиболее достоверной информации о КНДР, но на деле является распространительницей одних самых сомнительных репортажей. Журналисты действуют в соответствии с военным настроениями в стране, которые смягчаются в периоды разрядки. В целом, отчётность сильно зависит от политического климата в Южной Корее. Журналистам из Южной Кореи, как правило, перекрыт доступ к северокорейским СМИ. Сведений крайне мало, и они плохо изучены. В Южной Корее практически не бывает того, чтобы в сообщения о КНДР впоследствии вносились поправки.
Власти КНДР приписывают распространение неверных сведений о стране дезинформации, распространяемой Южной Кореей и Соединенными Штатами. В частности, Комитет по Поддержке Мирного Воссоединения Кореи, поддерживаемый КНДР, обвинил крупную южнокорейскую газету «Чосон ильбо» в том, что она использует «журналистов-халтурщиков», которые намеренно сообщают ложную информацию по приказу правительства Южной Кореи. Американская журналистка Барбара Демик сделала аналогичное заявление.
Часто информация распространяется следующим способом: Разведывательная Служба Южной Кореи информирует южнокорейских политиков, которые передают сведения СМИ, допуская различные неточности, особенно нужные журналистам, жаждущим сенсаций. Южнокорейские официальные лица регулярно информируют СМИ анонимно, поэтому не несут ответственности в случае, если сведения окажутся неверными. Кроме того, НИС (Национальное Агентство Разведки Южной Кореи) обвиняется в распространении непроверенной информации, такой как, например, ложный отчёт о казни генерала Ли Ёнгиля, в которой КНДР описана как опасная и нестабильная страна. По словам американского историка Брюса Камингса, у спецслужб Южной Кореи долгая история дезинформации иностранных журналистов.
Аналитик Андрей Ланьков утверждает, что популярные СМИ Южной Кореи намеренно не говорят о положительных моментах в КНДР, чтобы они не были восприняты как оказывающие поддержку правительству КНДР.
В июне 2013 года блогер Washington Post Макс Фишер сослался на заявления New Focus International, веб-сайта северокорейских перебежчиков, о том, что Ким Чен Ын распространил копии «Mein Kampf» Адольфа Гитлера среди членов северокорейского правительства. Таким образом, Washington Post стал первым крупным СМИ, повторившем эти слухи, популярные среди северокорейских перебежчиков в Китае. В ответ на это корееведы Андрей Ланьков и Фёдор Тертицкий отметили, что история крайне сомнительна, особенно если учесть советское влияние на учебники истории в КНДР и тот факт, что нацистская Германия была в союзе с Японской империей (колонизатором Кореи), причём северокорейские государственные СМИ иногда сравнивали лидеров Южной Кореи и США с Гитлером. Ланьков предположил, что стремление, с которым СМИ воспринимают эту историю, указывает на «упрощенное представление о мире», в котором «плохие парни объединяются и разделяют неправильную, репрессивную идеологию», а Тертицкий осудил данные вбросы как отвлекающее внимание от серьёзных новостей и искажающих истину. Ланьков и Тертицкий описали эти слухи как пример закона Годвина. Сам Фишер позже подверг критике СМИ США за их «высокую степень доверчивости» относительно слухов о КНДР.

## Культурные различия
В 2012 году ряд международных СМИ сообщил, что КНДР заявила об обнаружении доказательства существования единорогов. Комментируя заявление, U.S. News & World Report мрачно объявил его «последним в серии мифов, транслируемых северокорейскими новостными источниками». Последующий анализ первоначального заявления КНДР выявил, что на самом деле речь шла о поэтическом термине для археологического памятника «логова единорога» или кирингуля, связанного с древней столицей когурёского вана Тонмёна, и что ни северокорейские учёные, ни средства массовой информации КНДР никогда не заявляли о буквальном существовании единорогов.
После смерти Ким Чен Ира многие СМИ сообщили о сценах, транслируемых северокорейской прессой, в которых северокорейские граждане истерически рыдали. В письме журналу New Yorker Филиппа Гуревича заявлялось, что скорбь, очевидно, была поддельной и демонстрирует «безумие власти Кима над народом Северной Кореи», а Билл О'Рейли заявил, что скорбящим было «заплачено гамбургерами». Написав в CNN, Джон Сифтон из Human Rights Watch заявил, что правительство КНДР требовало от своих граждан истерики и плача, и что их «единственной альтернативой является бегство из страны». Однако такое эмоциональное выражения скорби, как плач, всхлипывания и потрясание кулаками, являются частью корейской конфуцианской культуры, элементы которой также регулярно наблюдаются в Южной Корее. Так, во время похоронной церемонии южнокорейского президента Пак Чон Хи тысячи южнокорейских женщин были запечатлены «кричащими, вопящими и сотрясающими воздух кулаками». Эксперт по Корее Б. Р. Майерс заметил, что скорбь, выраженная северокорейцами по случаю смерти Ким Чен Ира, была, вероятно, неподдельной.

## Склонность к сенсациям
В отсутствие твердых фактов некоторые сообщения основаны на сенсационных заявлениях, искажениях и необоснованных слухах. Многие из них исходят от Южной Кореи. Джон Делари из Университета Ёнсе утверждает, что в мире есть некая потребность в сенсационных новостях о КНДР: «Существует глобальный аппетит к любой информации о Северной Корее, и чем она более непристойна, тем лучше. Что-то из этого, возможно, правда, но большая часть информации — ложь… нормы журналистики выбрасывают из окна, потому что в отношении КНДР говорят: „Северная Корея — никто не знает, что там происходит“». Джин Ли, бывший председатель бюро Associated Press в Пхеньяне, прокомментировал что «когда дело доходит до Северной Кореи, чем более пугающе, непристойно, развлекательно, тем больше это вписывается в повествование, поскольку северокорейцы являются для них безумными чужаками», и тем более вероятно, что материал будет опубликован. Автор и вышедший на пенсию британский дипломат Джеймс Хоар написал: «Основной упор в британском освещении Северной Кореи делается на странность и специфичность».
Макс Фишер из Washington Post написал, что в отношении КНДР «почти любое заявление рассматривается как точное и достоверное, независимо от того, насколько оно нелепое или недостоверное». Фишер цитировал Исаака Стоун Фиша, редактора Foreign Policy, смеясь над тем, что «как американский журналист, вы можете написать почти всё, что хотите о Северной Корее, и люди просто согласятся с этим». Исаак Стоун Фиш сам признался, что представляет КНДР как страну, погрязшую в эпидемии наркотиков, с очень малым количеством доказательств, подтверждающих это. Согласно Чаду О’Карроллу из NK News, у этих выдумок «вирусная» тенденция распространения. Они очень привлекательны для онлайн-новостных организаций, потому что они увеличивают количество посещений своих веб-сайтов и быстро распространяются. Мистификация, неверный перевод или строка комментария могут перерасти в глобальное освещение в СМИ.
В течение нескольких лет многие международные новостные агентства сообщали о заявлениях северокорейских СМИ, подобных тому, что Ким Чен Ир лично загнал пять мячей в лунку за один удар, впервые играя в гольф, или достиг другого невероятного результата. Эта история должна была создать впечатление, что правительство КНДР приписывает своим лидерам сверхъестественные подвиги в рамках культа личности. Несмотря на широкое распространение этой истории, в северокорейских СМИ не был найден ни один источник, подтверждающий это. Как сообщает NK News, «неофициальные опросы самих северокорейцев показали, что никто в Пхеньяне не узнал бы об этом легендарном подвиге, если бы ему об этом не рассказали туристы». Ричард Сирс, британский журналист, который играл в гольф-клубе Пхеньяна, спросил чиновников по этому поводу, но они сказали, что это всего лишь городской миф. «The Korea Times» проследила происхождение данной истории вплоть до австралийского журналиста Эрика Эллиса, которому она была рассказана профессиональным игроком гольф-клуба в Пхеньяне в 1994 году.
Ким Чхоль был заместителем министра обороны, и, как утверждается, был расстрелян из миномёта за «пьянство и разгулье» в период траура по Ким Чен Иру. История, первоначально сообщенная «Чосон ильбо», была подхвачена мировыми СМИ. Однако последующий анализ, проведенный журналом Foreign Policy, установил, что основой этого мифа послужили слухи, а издание «NK News» отметило, что история «демонстрирует, как один анонимный источник может сгенерировать сюжет для южнокорейской прессы, который затем подхватывают остальные новостные агентства, например, такие, как Daily Mail».

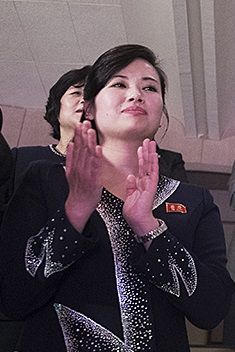
Хён Сон Воль в Сеульском Национальном театре 11 февраля 2018 года.

29 августа 2013 года «Чосон ильбо» сообщила, что северокорейская певица Хён Сон Воль была казнена расстрельной командой вместе с одиннадцатью другими исполнителями, в том числе членами оркестра «Ынхасу» и ансамблем лёгкой музыки «Ванчжэсан», по приказу северокорейского лидера Ким Чен Ына. Эта новость опубликовали все мировые СМИ. В ней сообщалось, что певица была бывшей девушкой северокорейского лидера, и что она вместе с другими виновными была замечена в съёмке видео порнографического характера. Новостное агентство КНДР ЦТАК опровергло данную новость, а японский новостной журнал сообщил, что впоследствии она была замечена на публике. 16 мая 2014 года Хён выступила на северокорейском телевидении как участница съезда Союза художников КНДР, опровергнув тем самым слухи.
Джанлука Спецца (Gianluca Spezza) из «NK News» считает, что злоупотребляемые стереотипы и ярлыки, применяемые в отношении КНДР, такие как «Государство-отшельник», «скрытные» и «непредсказуемые», создают броские заголовки и легко продаются. Аналитик Андрей Ланьков отмечает, что «Рассказы о северокорейском безумии всегда располагаются на первых страницах», но утверждает, что изображение режима КНДР как иррационального — заведомо ложно и провокационно. В сочетании с ограничениями на деятельность иностранных СМИ это приводит к тому, что многие мифы перерастают в клише. По словам американского историка Брюса Камингса, подобные выдумки распространяются с момента возникновения КНДР, и повторяются бесконечно подобно кадрам военных парадов. В целом, портрет КНДР в СМИ описывается как «мультяшная карикатура».
Некоторые перебежчики прокомментировали, что некоторые новости о КНДР смешны и сильно отличаются от той страны, в которой они жили. Несколько посетителей сообщили, что КНДР, с которой они столкнулись, была далека от бесплодных ландшафтов, голодающих людей и «печатающих шаг» войск, изображаемых в средствах массовой информации.

## Мистификации и пародии

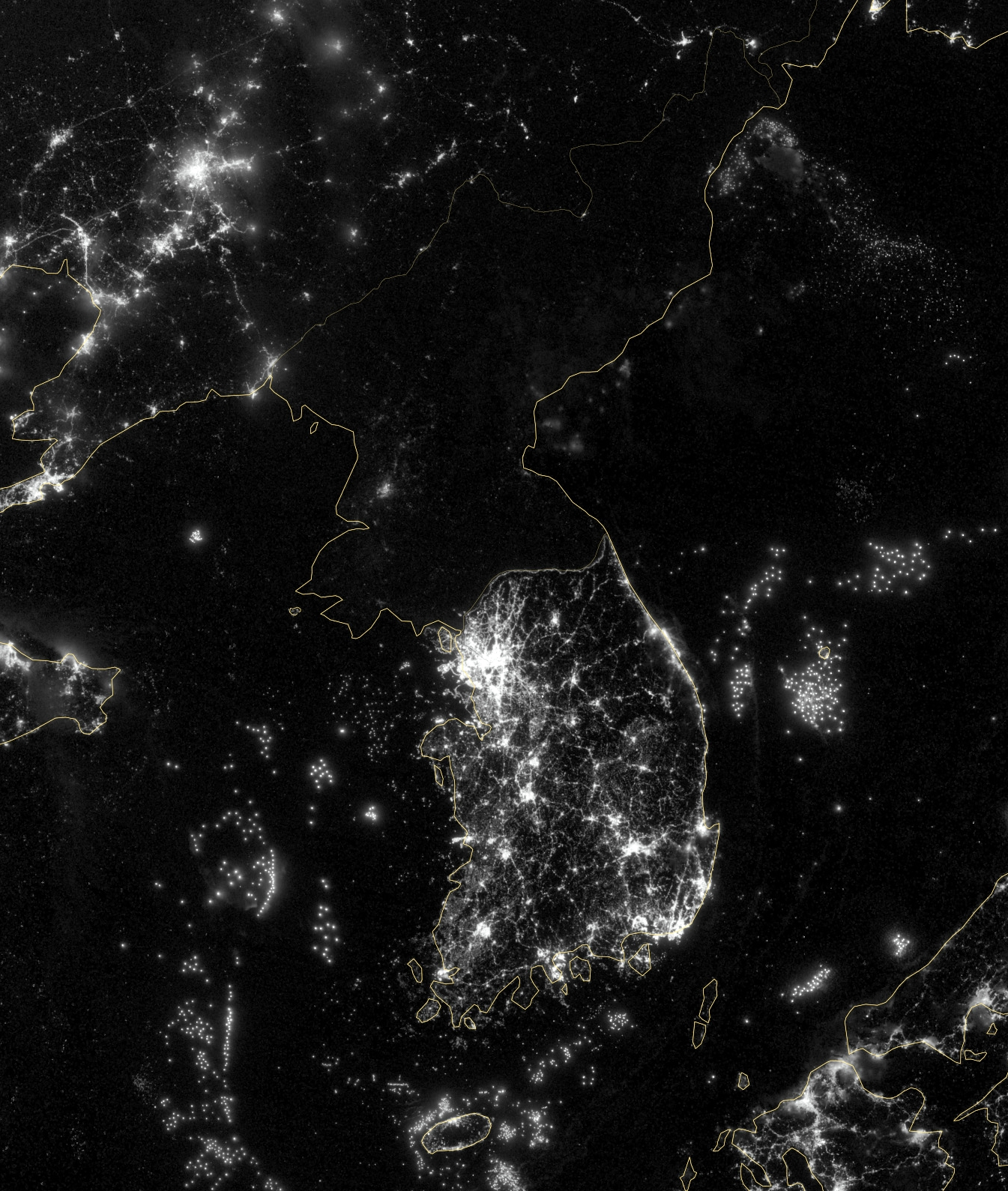
Оригинальное изображение Корейского полуострова ночью, созданное с использованием спутниковых фотографий с метеоспутника Suomi NPP, публикация НАСА, 2012 год.

Серьёзные новостные организации иногда ошибочно принимают мистификации и небылицы за чистую монету. Так, в июне 2016 года финансовые рынки Южной Кореи были потрясены сообщениями о смерти северокорейского лидера Ким Чен Ына, которые были размещены на веб-сайтах-пародиях на новостные агентства.
В 2013 году в Интернете широко распространился короткий фильм «How American Live» («Как живут американцы»). Фильм демонстрировал кадры, предположительно из Соединенных Штатов, с высокопарным английским повествованием, в котором говорилось о тяжести жизни в Америке. Например, люди якобы вынуждены есть снег для пропитания. Спенсер Акерман из Wired назвал фильм «северокорейским пропагандистским видео», а Washington Post заявил, что посыл видео «совпадает с северокорейской пропагандой». Впоследствии выяснилось, что фильм являлся сатирой, снятой британским писателем-путешественником Аланом Хиллом, и никакого отношения к «северокорейской пропаганде» не имел.
В 2010 году сотрудники радио «Свободная Азия» взяли реальный снимок NASA (см. иллюстрацию) и на севере снимка закрасили часть иллюминации. При этом оказался затёрт Владивосток и несколько китайских приграничных городов.
После ареста и казни чиновника КНДР Чан Сон Тхэка в 2013 году по обвинению в коррупции некоторые СМИ сообщили, что он был съеден живьём стаей голодных собак по приказу Ким Чен Ына. После того, как новость начала набирать обороты, Тревор Пауэлл, разработчик программного обеспечения в Чикаго, обнаружил, что «утку» сочинил китайский блогер-сатирик. После того, как вскрылась правда, некоторые СМИ отказались от своих первоначальных заявлений.